# Orectolobus wardi
Espèce
Statut de conservation UICN

 LC  : Préoccupation mineure
Orectolobus wardi, communément appelé Requin-tapis savetier, est une espèce de requins de la famille des Orectolobidae.